# Mauro Simonetti
Mauro Simonetti (Livorno, 14 de julio de 1948) fue un ciclista italiano, que fue profesional entre 1970 y 1979. 
Como ciclista amateur tomó parte en los Juegos Olímpicos de México de 1968, en los que ganó la medalla de bronce en la prueba de contrarreloj por equipos, junto con Giovanni Bramucci, Vittorio Marcelli y Pierfranco Vianelli. 
El 1970 dio el paso al profesionalismo de la mano del equipo Ferretti. Su principal victoria la consiguió en el Tour de Francia de 1971.

## Palmarés
- 1968
  - Bronce en la prueba de contrarreloj por equipos en los Juegos Olímpicos de 1968
- 1970
  - 1º en el Gran Premio Ciutat de Camaiore
- 1971
  - 1º en San Piero a Sieve
  - Vencedor de una etapa en el Tour de Francia
- 1972 
  - 1º en la Coppa Ugo Agostoni
- 1973 
  - 1º en la Coppa Sabatini
- 1974
  - 1º en la San Michele - Agliana
- 1977
  - Vencedor de una etapa del Giro de Sicilia

### Resultados al Giro de Italia
- 1970. 21.º de la clasificación general
- 1972. 65.º de la clasificación general
- 1973. 89.º de la clasificación general
- 1974. 70.º de la clasificación general
- 1976. 72.º de la clasificación general
- 1977. 85.º de la clasificación general

### Resultados al Tour de Francia
- 1971. 19º de la clasificación general. Vencedor de una etapa
- 1975. 54.º de la clasificación general